# Trichloris
Trichloris là một chi thực vật có hoa trong họ Hòa thảo (Poaceae).

## Loài
Chi Trichloris gồm các loài: